# Cany-Barville
Cany-Barville település Franciaországban, Seine-Maritime megyében. Lakosainak száma 2898 fő (2022. január 1.). Cany-Barville Bertheauville, Bertreville, Bosville, Clasville, Grainville-la-Teinturière, Ocqueville, Ouainville, Sasseville és Vittefleur községekkel határos.

## Népesség
A település népességének változása:
| Lakosok száma | 3058 | 3059 | 3111 | 3052 | 3051 | 3046 | 2997 | 2947 | 2898 |
|               | 2013 | 2015 | 2016 | 2017 | 2018 | 2019 | 2020 | 2021 | 2022 |